# این فقط یک نمایش است
این فقط یک نمایش است (به انگلیسی: It's Only a Play) یک نمایشنامه اثر ترنس مک‌نالی است. این نمایش در ابتدا در خارج از برادوی در سال ۱۹۸۲ افتتاح شد. در سال ۱۹۸۶ در خارج از برادوی و در سال ۲۰۱۴ در برادوی احیا شد. داستان مربوط به مهمانی است که در آن یک تهیه کننده، نمایشنامه نویس، کارگردان، بازیگران و دوستانشان مشتاقانه منتظر شب افتتاحیه نقد نمایشنامه برادوی آنها هستند.

## تولید
این فقط یک نمایش است از یک نمایشنامه ناموفق در سال ۱۹۷۸ با عنوان اصلی «برادوی، برادوی» که در جریان آزمایش در فیلادلفیا در سال ۱۹۷۸ بسته شده بود، بازبینی شده است.